# Чемпионат Югославии по волейболу среди мужчин
Чемпионат Югославии по волейболу среди мужчин — ежегодное соревнование мужских волейбольных команд Югославии. Проводился в 1945—1991 годах, а также в 1992—2003 как чемпионат Союзной Республики Югославия. В первом чемпионате 1945 года участвовали сборные команды республик, в остальных первенствах — клубные команды. Наибольшее число побед (период 1945—1991) на счету загребской команды «Младост» — 17.
В конце 1980-х соревнования проводились в 1-й и 2-й лигах. Организатором чемпионатов являлся Волейбольный союз Югославии. После выхода в течение 1991—1992 годов из состава Югославии Хорватии, Словении, Македонии и Боснии и Герцеговины (см. Распад Югославии) в составе Волейбольного союза Югославии остались только волейбольные организации Сербии и Черногории. Турнир под названием чемпионат Югославии продолжал проводиться вплоть до преобразования в 2003 году Союзной Республики Югославия в Государственный Союз Сербии и Черногории.

## Чемпионы 1945—1991
| - 1945 сборная Хорватии - 1946 «Партизан» Белград - 1947 «Партизан» Белград - 1948 «Младост» Загреб - 1949 «Партизан» Белград - 1950 «Партизан» Белград - 1951 «Црвена Звезда» Белград - 1952 «Младост» Загреб - 1953 «Партизан» Белград - 1954 «Црвена Звезда» Белград - 1955 «Браник» Марибор - 1956 «Црвена Звезда» Белград - 1957 «Црвена Звезда» Белград - 1958 «Югославия» Белград - 1959 «Югославия» Белград - 1960 «Югославия» Белград - 1961 «Югославия» Белград - 1962 «Младост» Загреб - 1963 «Младост» Загреб - 1964 «Железничар» Белград - 1965 «Младост» Загреб - 1966 «Младост» Загреб - 1967 «Партизан» Белград - 1968 «Младост» Загреб | - 1969 «Младост» Загреб - 1970 «Младост» Загреб - 1971 «Младост» Загреб - 1972 «Банат» Зренянин - 1973 «Партизан» Белград - 1974 «Црвена Звезда» Белград - 1975 «Спартак» Суботица - 1976 «Вардар» Скопье - 1977 «Младост» Загреб - 1978 «Партизан» Белград - 1979 «Модрича» - 1980 «Велико-Градиште» - 1981 «Младост» Загреб - 1982 «Младост» Загреб - 1983 «Младост» Загреб - 1984 «Младост» Загреб - 1985 «Младост» Загреб - 1986 «Младост» Загреб - 1987 «Босна» Сараево - 1988 «Войводина» Нови-Сад - 1989 «Войводина» Нови-Сад - 1990 «Партизан» Белград - 1991 «Партизан» Белград |

### Титулы
| Клуб                    | Победы | Республика           |
| ----------------------- | ------ | -------------------- |
| «Младост» Загреб        | 17     | Хорватия             |
| «Партизан» Белград      | 10     | Сербия               |
| «Црвена Звезда» Белград | 5      | Сербия               |
| «Югославия» Белград     | 4      | Сербия               |
| «Войводина» Нови-Сад    | 2      | Сербия               |
| «Банат» Зренянин        | 1      | Сербия               |
| «Босна» Сараево         | 1      | Босния и Герцеговина |
| «Браник» Марибор        | 1      | Словения             |
| «Вардар» Скопье         | 1      | Македония            |
| «Велико-Градиште»       | 1      | Сербия               |
| «Железничар» Белград    | 1      | Сербия               |
| «Модрича»               | 1      | Босния и Герцеговина |
| «Спартак» Суботица      | 1      | Сербия               |
| сборная Хорватии        | 1      |                      |

## Чемпионы 1992—2003
Список чемпионов Югославии 1992—2003 годов смотри в статье Чемпионат Сербии и Черногории по волейболу среди мужчин.